# Franz Conrad Otto

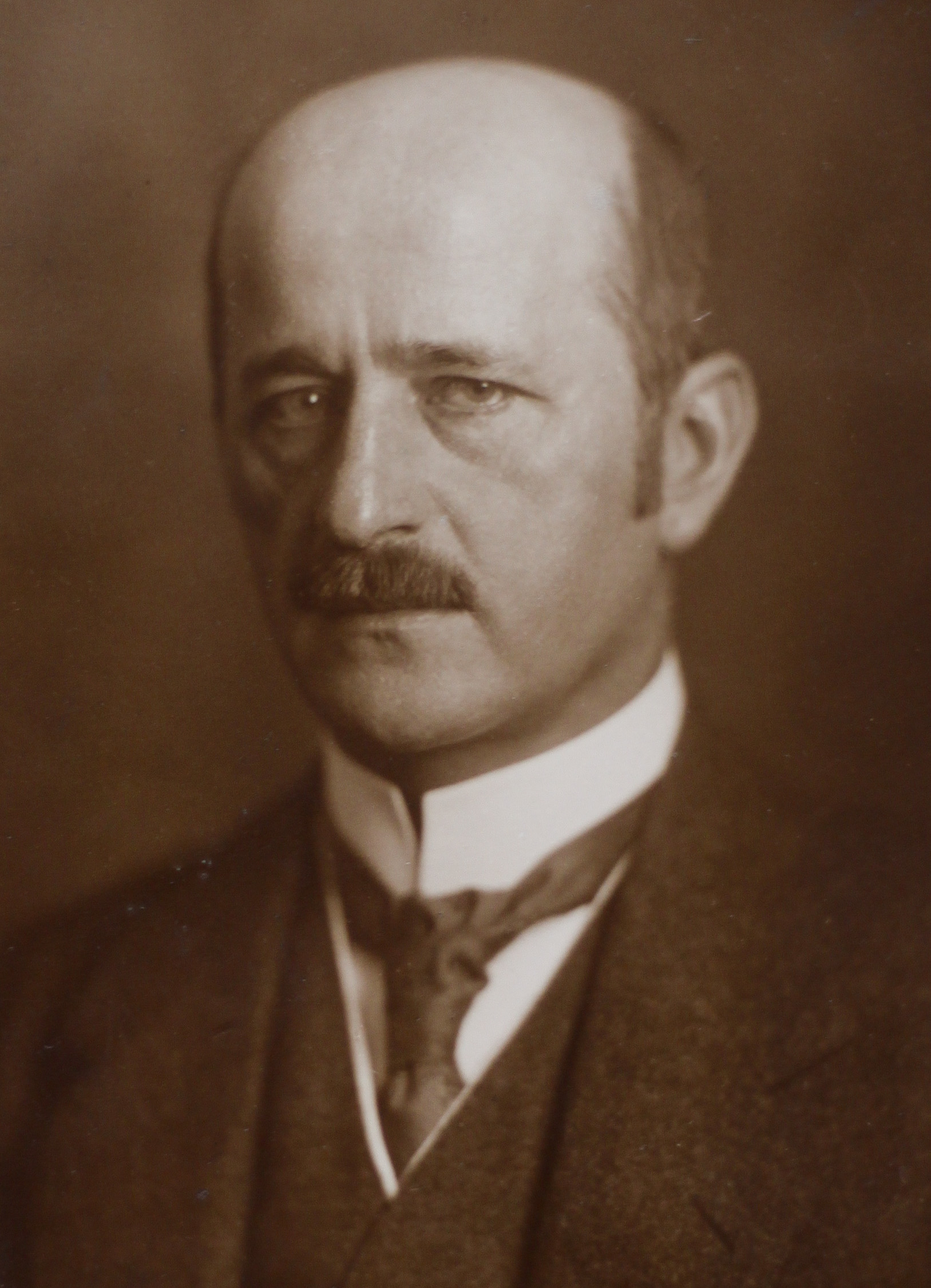
Franz Conrad Otto um 1911

Franz Conrad Otto (* 2. April 1860 in Dresden; † 26. Februar 1936 ebenda) war ein deutscher Jurist und Ministerialbeamter.

## Familie
Franz Conrad Otto war Sohn des Advokats und Gerichtsdieners Franz Otto und der Henriette Louise Wengler. Ottos Großvater war der Pädagoge Christian Traugott Otto. Franz Conrad Otto war sechs Jahre alt als sein Vater 1866 an Typhus starb. Ottos Mutter zog die fünf gemeinsamen Kinder allein groß.
1893 heiratete Otto in der Kreuzkirche in Dresden Johanna Elfriede Schelcher, Schwester des Verwaltungsjuristen Walter Schelcher. Aus dieser Ehe gingen zwei Töchter hervor, Barbara Elfriede und Hildegard Luise. Tochter Barabara Elfriede wurde später Assistentin des Physikers Heinrich Barkhausen an der Technischen Hochschule in Dresden.

## Werdegang
Otto besuchte die Kreuzschule in Dresden. Später studierte er Rechtswissenschaft und schloss sein Studium mit der Promotion zum Dr. jur. ab. Nach dem Referendariat trat er 1887 bei der königlichen Generaldirektion der Sächsischen Staatseisenbahnen ein, dort arbeitete er zunächst in der Verkehrsabteilung. 1905 wurde Otto vortragender Rat in der Eisenbahnabteilung des sächsischen Finanzministeriums. 1911 wurde er Ministerialdirektor im sächsischen Finanzministerium. Ab 1921 bekleidete er schließlich das Amt des Präsidenten des technischen Prüfungsamtes im sächsischen Finanzministerium und das Amt des Ministerialdirektors bei der Abwicklungsstelle für die Sächsischen Staatseisenbahnen im Reichsverkehrsministerium.
Von 1920 bis zu seinem Ruhestand 1928 war er Mitglied des Vorläufigen Reichswirtschaftsrates als Vertreter der deutschen Reichsbahn-Gesellschaft.